# Jan Galarowicz
Jan Galarowicz (ur. 10 marca 1949 w Łopusznej) – polski filozof i eseista, nauczyciel akademicki i popularyzator filozofii oraz publicysta. Doktor nauk humanistycznych w zakresie filozofii; specjalność: etyka, filozofia człowieka, filozofia współczesna.

## Życiorys

### Wykształcenie
Ukończył Szkołę Podstawową w Łopusznej (1963) i Liceum Ogólnokształcące im. Seweryna Goszczyńskiego w Nowym Targu (1967). W latach 1968–1970 odbył zasadniczą służbę wojskową w Bartoszycach. Ukończył studia pedagogiczne – zawodowe: w zakresie nauczania początkowego z matematyką i magisterskie: w zakresie pedagogiki w Wyższej Szkole Pedagogicznej w Krakowie, uzyskując tytuł magistra nauk pedagogicznych (1977) oraz filozofię na Uniwersytecie Jagiellońskim (1977), uzyskując w 1979 tytuł magistra filozofii (promotorem pracy był prof. Władysław Stróżewski). Również u Stróżewskiego na UJ doktoryzował się z filozofii na podstawie pracy Człowiek w ujęciu antropologii adekwatnej Karola Wojtyły – Jana Pawła II (1987). Studiował także teologię. Próba habilitowania się w 1999 na podstawie dwutomowej rozprawy W drodze do etyki odpowiedzialności zakończyła się porażką.

### Praca naukowo-dydaktyczna
W latach 1977–1978 był asystentem-stażystą na Politechnice Krakowskiej, a od 1979 do przejścia na emeryturę (w 2015) – asystentem, starszym asystentem i adiunktem w Akademii Górniczo-Hutniczej w Krakowie. Pracował również na UJ (1987–1992), w Papieskiej Akademii Teologicznej w Krakowie (1993–2004) oraz w kilku seminariach duchownych. Wykłada w seminariach. Prowadził lub prowadzi zajęcia m.in. ze wstępu do filozofii, historii filozofii i filozofii współczesnej, antropologii filozoficznej, filozofii miłości i aksjologii, etyki i etyki mediów oraz religiologii.

### Inne formy aktywności
Jest konserwatywno-liberalnym publicystą. Współpracował przy scenariuszu filmu o Józefie Tischnerze „Tak się toczy moja myśl” (1991). W latach 2001–2002 prowadził rozmowy telewizyjne z ks. kard. Franciszkiem Macharskim „Widziane z Franciszkańskiej”. W 1995–2005 był członkiem Rady Duszpasterskiej Archidiecezji Krakowskiej. Jest autorem projektu podstaw programowych filozofii dla szkół średnich i uczestnikiem prac nad tymi podstawami w MEN na początku lat 90. XX wieku.

### Rodzina
Jego żoną jest Romana Maria Galarowicz – lektorka na Uniwersytecie Pedagogicznym w Krakowie. Ma dwoje dzieci: Leszka – nauczyciela języka polskiego i publicystę, oraz Edytę Romanę – wychowawczynię w przedszkolu. Mieszka w Krakowie.

## Formacja filozoficzna
Decydujący wpływ na jego formację filozoficzną mieli dwaj wybitni krakowscy filozofowie, uczniowie Romana Ingardena: Stróżewski i Tischner. Dzięki nim zafascynował się fenomenologią Edmunda Husserla, Maxa Schelera, Dietricha von Hildebranda i Romana Ingardena, myśleniem Martina Heideggera, hermeneutyką Paula Ricoeura, dialogiką oraz filozoficzną myślą religijną. Pracując nad doktoratem, nad antropologią Karola Wojtyły, zbliżył się do personalizmu. Na jego formację wywarła również wpływ neopsychoanaliza humanistyczna Ericha Fromma, psychologia egzystencjalna i logoterapia Viktora Frankla. Wiele zawdzięcza tekstom publikowanym w miesięczniku „Znak”.

## Metoda filozofowania
Filozofia jest dla niego, obok sztuki, religii i nauki, główną formą duchowej aktywności człowieka. Myślenie filozoficzne Galarowicza jest filozofią chrześcijańską w sensie inspiracji chrystianizmem. Rozróżniając trzy sposoby filozofowania – zdroworozsądkowy (sapiencjalny), „naukowy” i „eseistyczny”, preferuje metodę „eseistyczną”. Charakterystyczną cechą tej metody, która jest czymś więcej niż zdroworozsądkowa refleksja i zarazem nie jest jeszcze „naukowym”, akademickim uprawianiem filozofii, jest mocne zakorzenienie rozważań w szeroko rozumianym doświadczeniu, rys egzystencjalny i styl eseistyczno-dydaktyczno-popularyzatorski. Jego filozofowanie jest w istocie pewną odmianą fenomenologii egzystencjalnej, myśleniem wykorzystującym metodę fenomenologiczną (ejdetyczną) i metodę psychologii egzystencjalnej. Można je również określić jako fenomenologiczno-personalistyczne ujęcie antropologiczno-etycznych problemów.

## Twórczość filozoficzno-pisarska
Interesuje się przede wszystkim filozofią człowieka i filozofią ludzkiego losu, aksjologią i etyką oraz filozofią współczesną, w szczególności fenomenologią i hermeneutyką, personalizmem i dialogiką oraz myślą religijną. Problematykę antropologiczną i egzystencjalną łączy z aksjologiczną i etyczną. Swoje stanowisko antropologiczne określa jako antropodramatykę i agatologiczno-etyczny personalizm komunijny, a myśl etyczną – jako etykę powołania i odpowiedzialności. Jego twórczość filozoficzno-pisarską można pogrupować w cztery działy. Są to najpierw opracowania poglądów bliskich mu kierunków i filozofów, przede wszystkim antropologiczno-etycznej myśli Ingardena, Wojtyły i Tischnera. Należy do nich dwutomowa rozprawa na temat fenomenologicznej etyki wartości W drodze do etyki odpowiedzialności, książka Człowiek jest osobą. Podstawy antropologii filozoficznej Karola Wojtyły oraz Paradoks egzystencji etycznej. Inspiracje: Ingarden – Wojtyła – Tischner. Drugą grupę jego tekstów stanowi eseistyka filozoficzna, której najważniejszym osiągnięciem jest tryptyk antropologiczno-etyczny – omawia w nim najbardziej doniosłe problemy egzystencjalne: miłość, cierpienie i szczęście. W książce Kochać naprawdę analizuje miłość. Z kolei cierpieniu poświęca dwie publikacje: Zrozumieć człowieka cierpiącego i Odnaleźć sens w cierpieniu, a szczęście rozważa w pracy Szczęście na manowcach: liberalizm – hedonizm – selfizm. Jest również autorem zbioru esejów aksjologicznych i etycznych Powrót do wartości. Ważną częścią jego twórczości są książki popularnonaukowe i podręczniki. Jest autorem pracy Martin Heidegger: genialny myśliciel czy szaman? i opracowania Ks. Józef Tischner. Do jego najważniejszych podręczników należą: Na ścieżkach prawdy, Wprowadzenie do filozofii, Wprowadzenie do antropologii filozoficznej, Ujęcie fenomenologiczno-personalistyczne i Nowy elementarz etyczny. O ile w pierwszym okresie jego twórczości przeważały opracowania cudzych poglądów i ich popularyzacja, o tyle w ostatnim okresie dominuje eseistyka.

## Publikacje książkowe
- W poszukiwaniu istoty religii, Wydawnictwo Zakonu Pijarów, Kraków 1991.
- Na ścieżkach prawdy. Wprowadzenie do filozofii, Wydawnictwo Naukowe Papieskiej Akademii Teologicznej w Krakowie, Kraków 1992.
- Powołani do odpowiedzialności. Elementarz etyczny, Oficyna Naukowa i Literacka, Kraków 1993, wyd. II.: Nowy elementarz etyczny, Wydawnictwo PETRUS, Kraków 2011.
- Człowiek jest osobą. Podstawy antropologii filozoficznej Karola Wojtyły, Wydawnictwo Naukowe Papieskiej Akademii Teologicznej, Kraków 1994, wyd. II, Wydawnictwo ANTYK – Marek Derewiecki, Kęty 2000.
- Imię własne człowieka. Klucz do myśli i nauczania Karola Wojtyły-Jana Pawła II, Wydawnictwo Naukowe Papieskiej Akademii Teologicznej w Krakowie, Kraków 1996, wyd. II: Karol Wojtyła. Myśl o człowieku, Wydawnictwo PETRUS, Kraków 2014.
- Przeciw nihilizmowi. W drodze do filozofii ludzkiego losu, Wydawnictwo Naukowe Papieskiej Akademii Teologicznej w Krakowie, Kraków 1997.
- Wsłuchując się w głos sumienia. Komentarz do Encykliki „Veritatis splendor”, Wydawnictwa AGH, Kraków 1997.
- W drodze do etyki odpowiedzialności, t. 1: Fenomenologiczna etyka wartości (Max Scheler – Nicolai Hartmann – Dietrich von Hildebrand), t. 2: Ukryty blask dobra (Antropologiczno-aksjologiczne podstawy etyki Romana Ingardena), Wydawnictwo Naukowe Papieskiej Akademii Teologicznej w Krakowie, Kraków 1997-1998.
- Blask godności. O etyce Karola Wojtyły i nie tylko, Wydawnictwo ANTYK – Marek Derewiecki, Kęty 2005.
- Być ziarnem pszenicznym. Nowa książeczka o człowieku, Wydawnictwo Marek Derewiecki, Kęty 2006.
- Paradoks egzystencji etycznej. Inspiracje: Ingarden – Wojtyła – Tischner, Wydawnictwo Naukowe Papieskiej Akademii Teologicznej w Krakowie, Kraków 2009.
- Kochać naprawdę, Wydawnictwo PETRUS, Kraków 2011.
- Powrót do wartości, Wydawnictwo PETRUS, Kraków 2011.
- Ks. Józef Tischner, Wydawnictwo PETRUS, Kraków 2013.
- Zrozumieć człowieka cierpiącego, Wydawnictwo WAM, Kraków 2014.
- Martin Heidegger: genialny myśliciel czy szaman?, Wydawnictwo WAM, Kraków 2014.
- Odnaleźć sens w cierpieniu, Wydawnictwo WAM, Kraków 2015.
- Wojtyła-Tischner: kapłaństwo i myślenie oraz inne eseje, Wydawnictwo Marek Derewiecki, Kęty 2016.
- Wprowadzenie do antropologii filozoficznej. Ujęcie fenomenologiczno-prsonalistyczne, Wydawnictwo Marek Derewiecki, Kęty 2017.
- Szczęście na manowcach: liberalizm – hedonizm – selfizm, Wydawnictwo Marek Derewiecki, Kęty 2017.
- Max Scheler. Etyka wartości, Wydawnictwo PETRUS, Kraków 2019.
- Antropodramatyka. Giganci filozofii człowieka, Wydawnictwo PETRUS, Kraków 2020.
- Dietrich von Hildebrand. Etyka wartości, Wydawnictwo PETRUS, Kraków 2020.
- Roman Ingarden. Etyka wartości, Wydawnictwo PETRUS, Kraków 2020.
- Antropodramatyka. Krakowska Szkoła Antropologiczna, Wydawnictwo PETRUS, Kraków 2021.
- Antropodramatyka. Wszyscy jesteśmy Hiobami, Wydawnictwo PETRUS, Kraków 2022.
- Gabriel Marcel - filozof nadziei, Wydawnictwo PETRUS, Kraków 2022.
- Nicolai Hartmann. Etyka wartości, Wydawnictwo PETRUS, Kraków 2022.
- Antropodramatyka. Drogi i bezdroża szczęścia, Wydawnictwo PETRUS, Kraków 2022.
- Antropodramatyka. Nie jesteśmy samotnymi wyspami, Wydawnictwo PETRUS, Kraków 2023.
- Atrakcyjność chrześcijaństwa: Karl Rahner – Józef Tischner – Tadeusz Żychiewicz, Wydawnictwo PETRUS, Kraków 2024.
- Antropodramatyka. Żyć wartościami i czynić dobro, Wydawnictwo PETRUS, Kraków 2025
- Viktor Emil Frankl. Antropologiczne podstawy logoterapii, Wydawnictwo PETRUS, Kraków 2025.